# Waldenburger Berge
Die Waldenburger Berge sind ein bis zu 523,7 m ü. NHN hoher, bewaldeter Höhenzug in den Landkreisen Schwäbisch Hall und Hohenlohe in Baden-Württemberg (Deutschland). 
Zugleich sind die Waldenburger Berge eine von fünf Waldregionen des Naturparks Schwäbisch-Fränkischer Wald, der den Westteil des Schwäbisch-Fränkischen Walds darstellt. Ihr Name leitet sich von der am Nordrand des Waldgebiets gelegenen Stadt Waldenburg ab. 

## Geographie
Die Waldenburger Berge liegen im Nordostteil des oben genannten Naturparks etwas über 50 km nordöstlich von Stuttgart und etwa 30 km (jeweils Luftlinie) östlich von Heilbronn zwischen der Hohenloher Ebene im Norden, der Haller Ebene im Osten, den Limpurger Bergen im Südosten und dem Mainhardter Wald im Süden und Südwesten. Sie stellen nach der Gliederung des Handbuchs der naturräumlichen Gliederung Deutschlands von Meynen/Schmithüsen (1953–1962) die naturräumliche Einheit 108.5 der Schwäbisch-Fränkischen Waldberge im Schwäbischen Keuper-Lias-Land dar. 
Sie befinden sich direkt südlich von Waldenburg, unweit westlich von Schwäbisch Hall, nördlich und nordwestlich von Michelfeld, ein paar Kilometer nordöstlich von Mainhardt und etwas östlich entfernt von Pfedelbach.

## Berge
Zu den Erhebungen der Waldenburger Berge gehören – mit Höhe in Meter (m) über Normalhöhennull (NHN):
- Mühlberg (523,7 m), ca. 1 km ostsüdöstlich von Goldbach
- Friedrichsberg (517,1 m), mit Sendeturm Waldenburg-Friedrichsberg; weniger als 2 km ostsüdöstlich von Waldenburg
- Theresienberg (497,6 m); ca. 1 km westlich von Waldenburg

## Gewässer
Die zwei bedeutendsten Fließgewässer der Waldenburger Berge sind die Bibers, die südsüdostwärts durch den Ostteil der Waldlandschaft und anschließend über Michelfeld nach Rosengarten fließt und in den oberen Kocher mündet, sowie die Ohrn, die die Grenze zum Mainhardter Wald zieht und nordnordwestwärts über Öhringen in den unteren Kocher fließt. Die auf ganzer Länge zur Hohenloher Ebene gehörige Kupfer sammelt am Ostfuß der Berglandschaft einige linke Bäche aus dem Abhang der Waldenburger Berge ein und fließt dann über Kupferzell nach Forchtenberg, wo sie ebenfalls in den unteren Kocher mündet.
Zu den Stillgewässern der Waldenburger Berge zählen:
- der kleine Burgvogtsee südlich von Waldenburg-Streithof, Ursprung der Bibers
- der von der oberen Bibers durchflossene Neumühlsee (Badesee mit Campingplatz), der im Nordteil der Waldlandschaft beim Weiler Laurach liegt
- der Rößlesmahdsee (Naturschutzgebiet) und der Goldbachsee an deren dortigem linken Zulauf Goldbach
- ein Waldweiher am Naturschutzgebiet Entlesboden bei Waldenburg-Tommelhardt, der ebenfalls in die Bibers abfließt
- der Sailach-Stausee noch weiter talab im Biberslauf nördlich von Michelfeld-Gnadental
- zwei größere Weiher im Wald auf der Hochebene westlich von Michelfeld-Forsthaus, die über die Schupbach in die Ohrn entwässern.

Die flache Hochebene zwischen Biberstal im Osten und Ohrntal im Westen ist in ihren Waldpartien oft recht feucht und weithin von Entwässerungsgräben durchzogen. Aufgeschüttete, heute funktionslose Dämme auf ebenem Terrain wie etwa an der Oberen Weide östlich von Waldenburg-Obersteinbach deuten auf ältere Seen hin, die irgendwann aufgelassen wurden.
Östlich von Michelfeld-Wagrain gibt es am Hang einen kleinen „wachsenden Bach“ mit Sinterbildungen zwischen einem Feldweg und einer Feldhecke.

## Geologie

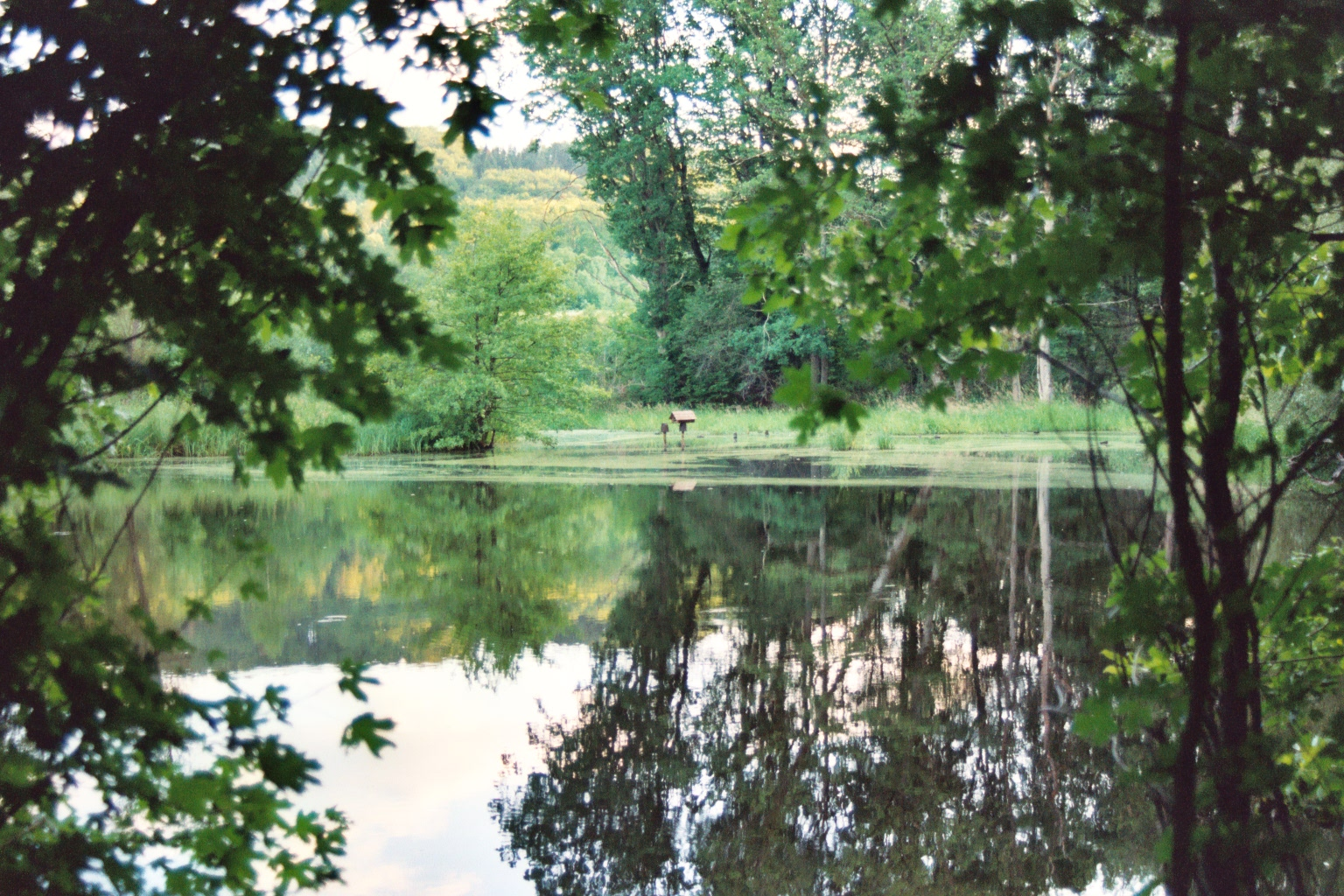
See im Kupfermoor (2004)

Die leicht geneigte, bewaldete Hochfläche der Waldenburger Berge, die von den Tälern der zuvor genannten Fließgewässer durchzogen ist, besteht aus Schichten des Mittelkeupers. Den Anstieg bilden Gipskeuper, Schilfsandstein und die Unteren Bunten Mergel. Die größten Anteil der Hochfläche bedeckt der Kieselsandstein. Im Süden um Neunkirchen, Witzmannsweiler und Büchelberg reicht die Schichtenfolge noch über die Oberen Bunten Mergel zum Stubensandstein.

## Schutzgebiete

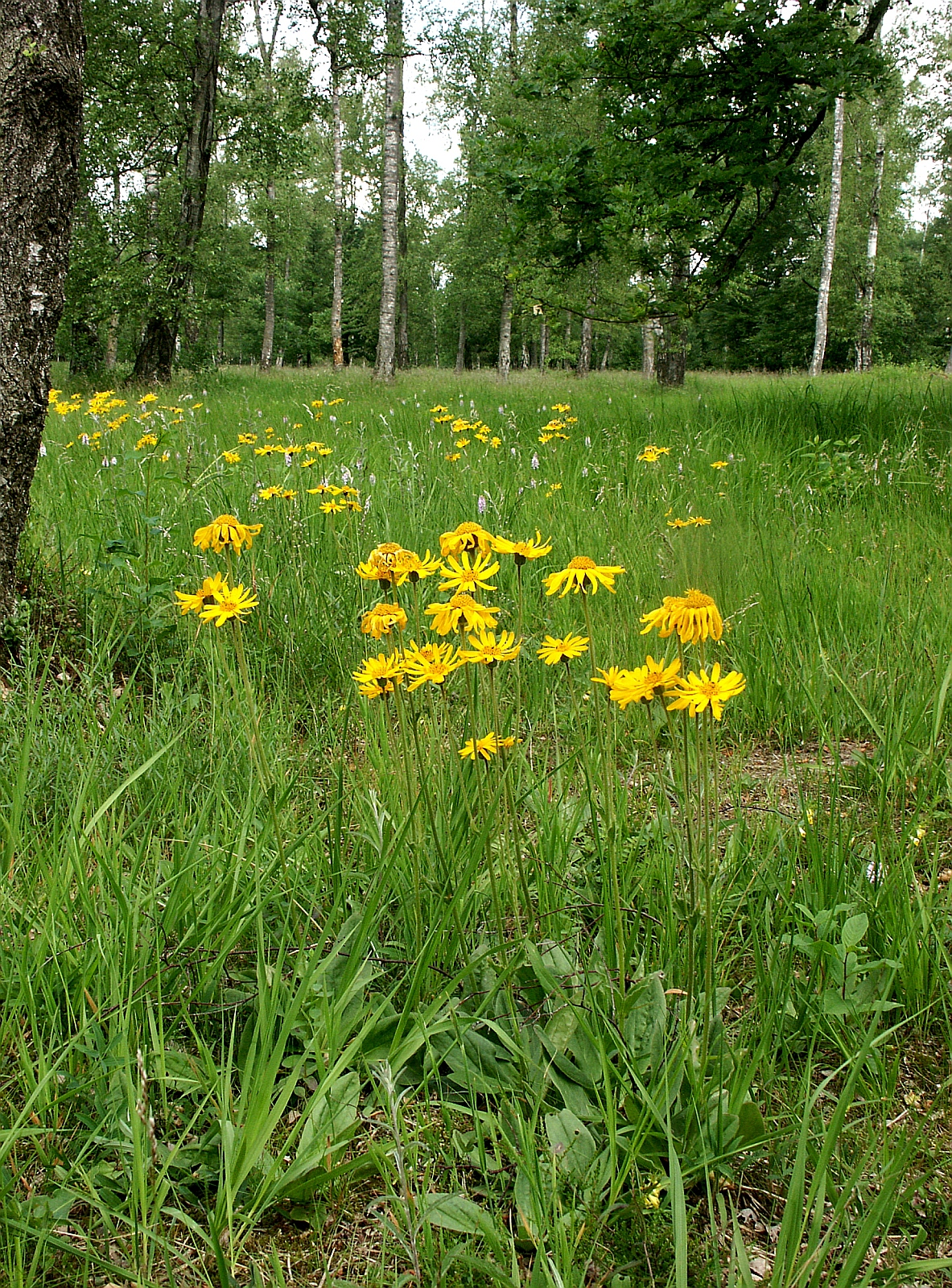
Arnika im Naturschutzgebiet Entlesboden

Im Bereich der Waldenburger Berge liegen mehrere Naturschutzgebiete:
1. Viehweide auf Markung Michelberg bei Michelbach, Nr. 1010
2. Entlesboden bei Obersteinbach, Nr. 1011
3. Kupfermoor bei Untermünkheim-Kupfer, Nr. 1018, am Ostrand
4. Rößlesmahdsee mit Pfaffenklinge bei Beltersrot, Nr. 1110
5. Einberg bei Untersteinbach, Nr. 1146
6. Obere Weide, ebenfalls bei Obersteinbach, Nr. 1236

## Geschichte
In die Abgeschiedenheit der Waldenburger Berge zog es immer wieder Mönche und Nonnen. So wurden in Gnadental und Goldbach Klöster (Kloster Gnadental und Kloster Goldbach) gegründet, die im 16. Jahrhundert aufgehoben wurden.